# Henrik Sjögren
Henrik Samuel Conrad Sjögren est né le 23 juillet 1899, à Köping, Suède et mort le 17 septembre 1986, à Lund, est un ophtalmologiste suédois bien connu pour sa contribution à la description du syndrome de Sjögren. Sjögren reçut son diplôme de médecine à Stockholm en 1927 et publia en 1933 sa thèse de doctorat à l'Institut Karolinska dont le titre est De la connaissance des keratoconjonctivites qui servit alors de base à la description du syndrome de Sjögren. Il eut un enfant, né en 1934 nommé Gunvor.
Henrik Sjögren ne doit pas être confondu avec son contemporain, Torsten Sjögren, qui a donné son nom au syndrome de Sjögren-Larsson (avec Tage Larsson).